# Plus (album Macieja Balcara)
Plus – szósty album studyjny i siódmy album solowy wokalisty zespołu Dżem, Macieja Balcara wydany w 2023 roku. „Війна” to utwór „Wojna” – bonus pochodzący z płyty Ruletka został przetłumaczony na język ukraiński.

## Lista utworów
źródło:.
| Nr  | Tytuł utworu                | Autorzy                                    | Długość |
| --- | --------------------------- | ------------------------------------------ | ------- |
| 1.  | „Plus”                      | muz. Maciej Balcar; sł. Michał Zabłocki    | 4:15    |
| 2.  | „Pacyfik”                   | muz. i sł. Maciej Balcar                   | 3:49    |
| 3.  | „Serce planety”             | muz. i sł. Maciej Balcar                   | 4:31    |
| 4.  | „Ego”                       | muz. Maciej Balcar; sł. Emil Bartel        | 4:15    |
| 5.  | „Z tyłu dróg”               | muz. i sł. Maciej Balcar                   | 3:30    |
| 6.  | „Dean”                      | muz. Maciej Balcar; sł. Krzysztof Feusette | 4:38    |
| 7.  | „Człowiek jam niewdzięczny” | muz. i sł. Czesław Niemen                  | 4:09    |
| 8.  | „Jesiennienie”              | muz. i sł. Maciej Balcar                   | 4:29    |
| 9.  | „Sprzątać kochani”          | muz. Maciej Balcar; sł. Michał Zabłocki    | 2:11    |
| 10. | „Війна”                     | muz. Maciej Balcar; sł. Krzysztof Feusette | 5:15    |
|     |                             |                                            | 41:02   |

## Twórcy
źródło:.
- Maciej Balcar – wokal, harmonijka, instrumenty klawiszowe
- Jan Gałach – skrzypce, skrzypce elektryczne
- Krzysztof Krupa „Flipper” – perkusja, instrumenty perkusyjne
- Maciej Mąka – gitara akustyczna, gitara elektryczna, Dobro, ukulele
- Piotr Wojtanowski „Quentin” – gitara basowa, gitara akustyczna, instrumenty klawiszowe